# Синдром Пирсона
Синдром Пирсона (англ. Pierson syndrome — OMIM#609049) — тяжелое врожденное аутосомно-рецессивное заболевание, вызванное мутацией гена, ответственного за кодирование β2-цепи ламинина. На долю которого приходится около 2,5% нефротического синдрома в течение первого года жизни, обычно клинически проявляющегося в течение первых 3 месяцев. В России зафиксирован единичный случай этого заболевания.

## История изучения
Заболевание впервые было описано М. Пирсоном в 1963 году, но почти 40 лет истинная причина заболевания была не известна. В 2005 году группа учёных во главе с М. Ценкером описали патологии у 11 детей из Турции и Ливана, которые были рождены от близкородственных браков. С помощью гомозиготного картирования и прямого секвенирования им удалось локализовать участок хромосомы содержащий мутацию, вызвавшую заболевание.

## Этиология
Синдром Пирсона является аутосомно-рецессивным заболеванием, связанным с мутацией в 3p21 ген LAMB2. Этот ген ответственен за кодирование β2-цепь ламинина. Эта субъединица ламинина является важным компонентом клубочковых и базальных мембран, сетчатки и нервно-мышечных соединений. Ламинины регулируют пролиферацию и дифференциацию клеток прилегающих к базальной мембране. В дальнейшем были обследованы родственники пациентов изученные Пирсоном и было доказана идентичность заболеваний и характер наследования.

## Клинические проявления
У пациентов, как правило, наблюдается массивная протеинурия и отек. Почечные проявления сопровождаются мышечной слабостью (миастенией) и уменьшением размеров зрачка (микрокория). Могут развиться глаукома, катаракта и отслойка сетчатки. Пациенты с наиболее тяжелыми проявлениями заболевания умирают в течение первого года жизни, в то время как заболевание у пациентов с менее тяжелыми проявлениями прогрессирует до хронической почечной недостаточности к 10 годам.